# Кај Овен
Кај Овен (енгл. Kai Owen; Ланраст, 4. септембар 1975) је британски глумац. Познат је по улози Риса Вилијамса у научно-фантастичној серији Торчвуд.